# Eric John Stephens
Eric John Stephens (ur. 13 września 1895 w Bendigo, zm. 25 stycznia 1967 w Lea) – as lotnictwa australijskiego Royal Flying Corps z 13 potwierdzonymi zwycięstwami w I wojnie światowej.
Eric John Stephens zaciągnął się do armii Australijskiej w czerwcu 1915 roku, przerywając studia. W czerwcu 1916 roku przybył do Marsylii. Przez kilka miesięcy służył na froncie pod Ypres, następnie nad Sommą. Służbę w No. 41 Squadron RAF rozpoczął w połowie marca 1918 roku. Pierwsze zwycięstwo powietrzne odniósł razem z Fredem McCall 28 czerwca 1918 roku. W czasie działań wojennych odniósł łącznie 13 zwycięstw, ostatnie 1 listopada 1918 roku. W międzyczasie został mianowany na stopień kapitana i objął dowództwo jednej z eskadr dywizjonu.
Po zakończeniu wojny pracował jako pilot cywilny od 1926 w Qantas oraz Australian National Airways.